# Parohinka philippina
Parohinka philippina är en insektsart som beskrevs av Webb 1981. Parohinka philippina ingår i släktet Parohinka och familjen dvärgstritar. Inga underarter finns listade i Catalogue of Life.